# Zemër e pakurdisur
Zemër e pakurdisur, alternativt Zemër e pa kurdisur är en låt på albanska framförd av sångerskan Soni Malaj. Låten är både skriven och komponerad av Pirro Çako. Med låten ställde Malaj upp i Kënga Magjike 11 år 2009.
Soni lyckades med låten ta sig till finalen, där deltagarna röstade på varandra för att utse vinnaren. När samtliga deltagare röstat stod det klart att Malaj, för andra året i rad, slutat trea i tävlingen. Hon fick 574 poäng medan segrande Rosela Gjylbegu & Eliza Hoxha fick 637. Utöver tredjeplatsen tilldelades bidraget även priset för bästa melodi.